# Marius Jacob

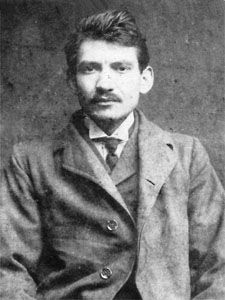
Marius Jacob (1905)

Marius Jacob (* 29. September 1879 in Marseille als Alexandre Jacob; † 28. August 1954 in Reuilly (Indre)) war ein französischer Anarchist und Volksheld. Der geniale Einbrecher hatte einen ausgeprägten Sinn für Humor und konnte sich seinen Opfern gegenüber äußerst großzügig erweisen. Er diente dem Schriftsteller Maurice Leblanc eventuell als Vorbild für seinen fiktiven Meisterdieb Arsène Lupin.

## Leben
In ärmlichen Verhältnissen geboren, verdingte Jacob sich mit zwölf Jahren als Schiffsjunge. In Sydney desertierte er. Nach einer kurzen Zeit unter Piraten, deren Geschäft ihm zu grausam war, kehrte er 1897 nach Marseille zurück. Er gab die Seefahrt auf, litt aber sein Leben lang unter Fieberschüben, deren Erreger er sich in dieser Zeit zugezogen hatte.
Jacob arbeitete als Schriftsetzer und kam mit anarchistischen Kreisen in Berührung. Den Anarchisten drohte ständig Gefängnis und die Guillotine. Im Zusammenhang mit einem Sprengstoffanschlag wurde Jacob zu sechs Monaten Gefängnis verurteilt. Danach wurde er zum Illegalisten, der die Reichen bestahl, um den Armen zu helfen.
1899 erlangte er zum ersten Mal nationale Aufmerksamkeit, nachdem er als angeblicher Polizeikommissar mit zwei Komplizen den Inhalt der Asservatenkammer der Marseiller Polizei erbeutet hatte. Wenig später verhaftet, entkam er unter Vortäuschung von Wahnsinnsspasmen.
Bis 1903 beging er mindestens 150 Einbrüche und Diebstähle, meist mit nur wenigen Komplizen, wobei seine Ideen und Fertigkeiten, sein Humor und seine Großzügigkeit die Öffentlichkeit verblüfften. Jacob verblüffte die Öffentlichkeit und die Medien außerdem mit fantasievollen Verkleidungen, ironischen Scherzen am Tatort und seiner Werkzeugtasche, die 80 gedoppelte Einbruchsschlüssel, eine zusammenfaltbare Lampe und eine Leiter mit festen Haken aus Seide enthielt. Obwohl Maurice Leblanc dies stets verneinte, diente ihm Marius Jacob, neben anderen, wahrscheinlich als Vorbild für seinen Meisterdieb Arsène Lupin, dessen Geschichten er ab 1905 veröffentlichte.
1903 wurde Jacob nach einer Schießerei, bei der ein Polizist ums Leben kam, verhaftet und zu lebenslangem Aufenthalt in einer Strafkolonie in Cayenne verurteilt. Siebzehn Fluchtversuche schlugen fehl. Als nach den Reportagen von Albert Londres die Strafkolonie aufgelöst wurde, kam Jacob nach Paris zurück, wo er seine Strafe bis 1927 absaß. Nachdem seine Gesundheit wiederhergestellt war, arbeitete er zunächst im Kaufhaus Printemps, dann als fliegender Händler im Tal der Loire und in der Touraine.
1929 machte Jacob die Bekanntschaft von Louis Lecoin, der die anarchistische Zeitschrift „Le Libertaire“ herausgab. Die beiden wurden Freunde, und Jacob schrieb für das Magazin. Er trat unter anderem für die Kriegsdienstverweigerung und für Sacco und Vanzetti ein.
1936 unterstützte er in Spanien die Republikaner gegen Franco, kehrte jedoch wegen der aussichtslosen Lage bald nach Frankreich zurück. 1939 kaufte er sich in Reuilly ein kleines Haus. Im Zweiten Weltkrieg gewährte er Widerstandskämpfern bei sich Unterschlupf.
Am 28. August 1954 tötete Marius Jacob seinen Hund Négro und sich selbst durch eine Überdosis Morphium. Er hinterließ die Nachricht: „Linge lessivé, rincé, séché, mais pas repassé. J’ai la cosse. Excusez. Vous trouverez deux litres de rosé à côté de la paneterie. À votre santé.“ („Wäsche gewaschen, gespült, getrocknet, aber nicht gebügelt. Ich habe keine Lust mehr. Entschuldigt. Ihr findet zwei Liter Rosé neben dem Brotkorb. Zum Wohl.“)